# Галела (народ)
Галела — народ в Индонезии.
- Численность около 79 тыс. человек, из них 15 тыс. в области Галела.

## Место обитания
Исконная этническая территория — северо-восток острова Хальмахера, вокруг озера Галела; расселены также на островах Моротай, Бачан, Оби.

## Природные условия
Хальмахе́ра, Джайлоло (Halmahera, Djailolo), самый большой из Молуккских островов, в Индонезии. Около 18 тыс. км². Высота до 1635 м. Вечнозелёные леса. Тропическое земледелие. Порт — Джайлоло. О-в Джайлоло сильно расчленён глубокими заливами. Преобладают гористые берега с крутыми склонами. Месторождения олова, золота, нефти. Нередки землетрясения, интенсивны проявления вулканизма.
- Наиболее характерные животные: олени, лазающие сумчатые, плотоядные летучие мыши, казуары, райские птицы, беседковые птицы. Распространены крокодилы; много удавов, мягкокожих черепах (триониксы), древесных лягушек (квакши) и настоящих лягушек (Александровская 1962: 438).

## Родственные народы
Народ галела (наряду с айоли, исам, кау, лода, макиан-луар, модоле, саху, табару, термацами, тидорцами, тобело, тогутил и др.) входит в группу северохальмахерских народов.
Хотя лингвистически северохальмахерские народы родственны папуасским народам полуострова Чендравасих (куани, амбер-бакен и др.), внешний облик, хозяйство, культура никак не выделяют их из числа австронезийских народов Молуккских островов. Ещё в древности «острова пряностей» в Восточной Индонезии оказались вовлечёнными в систему международной торговли, связывавшую страны Средиземноморья с Юго-Восточной Азией (Членов 1999: 643).

## Язык
Говорят на языке галела западно-папуасской языковой группы (Северо-хальмахерские языки).

## История
Первые европейские поселения были основаны в 1512 португальцами, контролировавшими начинающийся здесь торговый путь приправ в Европу. В 1663 Молуккские острова перешли во владение Нидерландов. Во время Наполеоновских войн острова временно оккупировала Великобритания (между 1796 и 1802, а также между 1810 и 1816). Во время Второй мировой войны острова заняла Япония. После 1945 Молуккские острова стали составной частью нового государства Индонезия.
- Провозглашение независимости

25 апреля 1950 христианская часть населения провозгласила на южных Молуккских островах независимую республику Южное Молукку (Малуку-Селатан). Однако попытка отделения была силовым путём пресечена индонезийской армией. Напряжения между христианами и мусульманами сохранились. Особенно они вспыхли между 1998 и 2000, когда из региона бежало 80 тысяч человек.

## Религия
Около 2/3 галела — мусульмане-сунниты, остальные — протестанты-реформаты. Ислам распространился под влиянием тернатцев в XVII—XVIII вв.

## Традиционные занятия
Традиционные занятия — ручное подсечно-огневое земледелие (бананы, суходольный рис, маниок, батат, таро, ямс, просо, бобовые); добыча саго, рыболовство и охота, производство копры. До конца XIX века многие галела занимались морской торговлей и пиратством, поэтому характерна мобильность населения, лёгкая смена места жительства.

## Социальная организация
Основа социальной организации — соседская община (кампонг). Билатеральные кланы-ветви (ремиджи) превратились в сегменты общины. Преобладает малая семья.